# Montussan
Montussan est une commune du Sud-Ouest de la France située dans le département de la Gironde, en région Nouvelle-Aquitaine.

## Géographie

### Localisation
Située dans le nord de l'Entre-deux-Mers, Montussan est une commune de l'aire d'attraction de Bordeaux et de l'unité urbaine de Bordeaux. Elle est bordée à l'est par la Laurence, un ruisseau affluent de la Dordogne.

### Communes limitrophes
Les communes limitrophes sont  Beychac-et-Caillau, Pompignac, Saint-Loubès, Saint-Sulpice-et-Cameyrac et Yvrac.
|       | Saint-Loubès | Saint-Sulpice-et-Cameyrac |
| Yvrac | Montussan    |                           |
|       | Pompignac    | Beychac-et-Caillau        |

Sur la carte Cassini no 104 à l'échelle 1/864000 (une ligne pour 100 toises) relevée entre 1766 et 1769 par Luc et Louis Capitaine figure un lieu-dit nommé Fourton qui correspond au lieu-dit actuel Orton.

### Climat
Pour des articles plus généraux, voir Climat de la Nouvelle-Aquitaine et Climat de la Gironde.
Historiquement, la commune est exposée à un climat océanique aquitain.  
En 2020, Météo-France publie une typologie des climats de la France métropolitaine dans laquelle la commune est exposée à un climat océanique et est dans la région climatique  Aquitaine, Gascogne, caractérisée par une pluviométrie abondante au printemps, modérée en automne, un faible ensoleillement au printemps, un été chaud (19,5 °C), des vents faibles, des brouillards fréquents en automne et en hiver et des orages fréquents en été (15 à 20 jours).
Pour la période 1971-2000, la température annuelle moyenne est de 12,9 °C, avec une amplitude thermique annuelle de 14,4 °C. Le cumul annuel moyen de précipitations est de 880 mm, avec 11,5 jours de précipitations en janvier et 6,8 jours en juillet. Pour la période 1991-2020, la température moyenne annuelle observée sur la station météorologique la plus proche, située sur la commune de Saint-Gervais à 15 km à vol d'oiseau, est de 13,9 °C et le cumul annuel moyen de précipitations est de 824,9 mm,. Pour l'avenir, les paramètres climatiques de la commune estimés pour 2050 selon différents scénarios d'émission de gaz à effet de serre sont consultables sur un site dédié publié par Météo-France en novembre 2022.

## Urbanisme

### Typologie
Au 1er janvier 2024, Montussan est catégorisée bourg rural, selon la nouvelle grille communale de densité à sept niveaux définie par l'Insee en 2022.
Elle appartient à l'unité urbaine de Bordeaux, une agglomération intra-départementale regroupant 73  communes, dont elle est une commune de la banlieue,,. Par ailleurs la commune fait partie de l'aire d'attraction de Bordeaux, dont elle est une commune de la couronne,. Cette aire, qui regroupe 275 communes, est catégorisée dans les aires de 700 000 habitants ou plus (hors Paris),.

### Occupation des sols

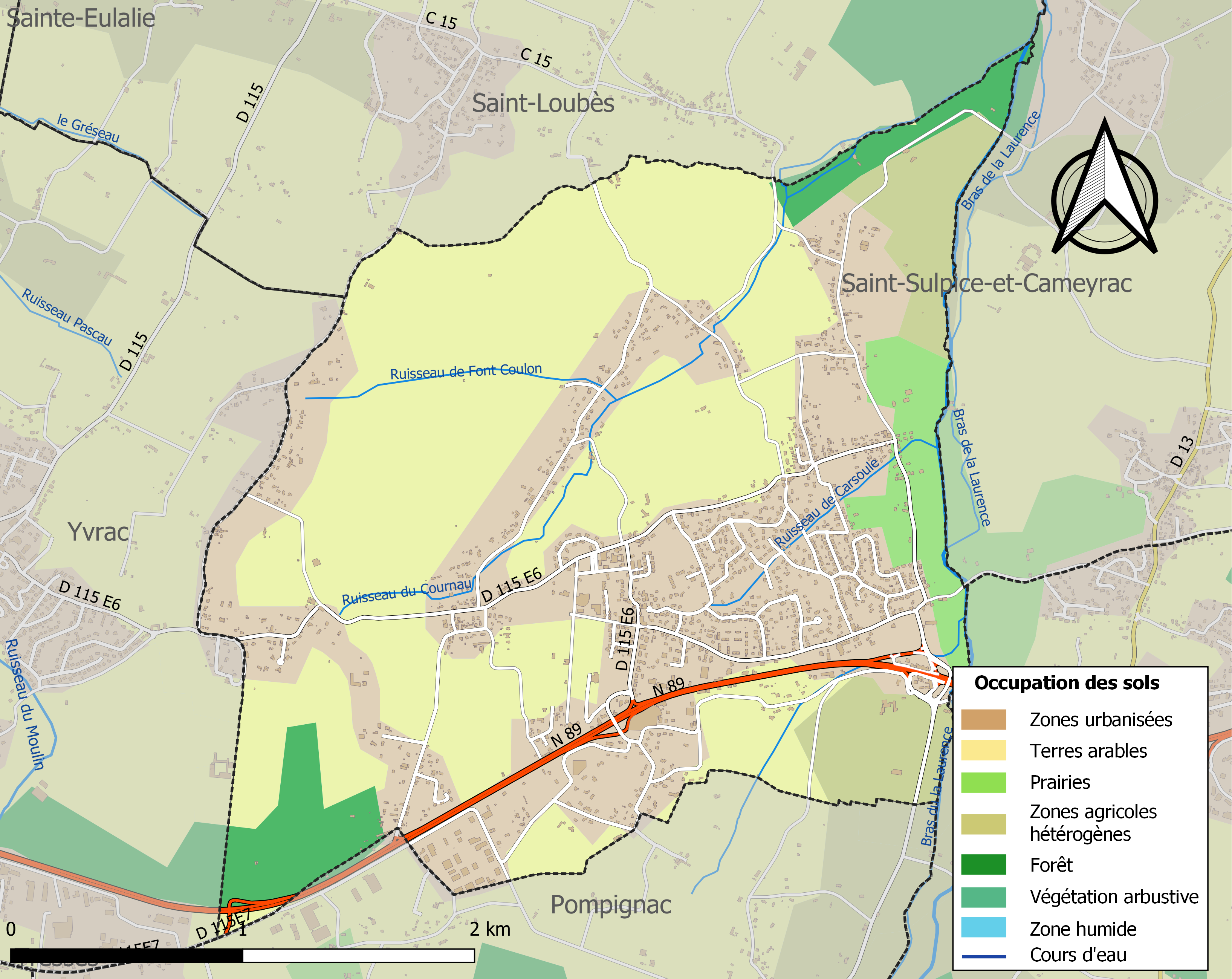
Carte des infrastructures et de l'occupation des sols de la commune en 2018 (CLC).

L'occupation des sols de la commune, telle qu'elle ressort de la base de données européenne d’occupation biophysique des sols Corine Land Cover (CLC), est marquée par l'importance des territoires agricoles (56,5 % en 2018), en diminution par rapport à 1990 (87,9 %). La répartition détaillée en 2018 est la suivante : 
cultures permanentes (45,5 %), zones urbanisées (38,6 %), zones agricoles hétérogènes (7 %), forêts (4,9 %), prairies (4 %). L'évolution de l’occupation des sols de la commune et de ses infrastructures peut être observée sur les différentes représentations cartographiques du territoire : la carte de Cassini (XVIIIe siècle), la carte d'état-major (1820-1866) et les cartes ou photos aériennes de l'IGN pour la période actuelle (1950 à aujourd'hui).

### Voies de communication et transports
La ville est desservie par la Route nationale 89 qui relie Bordeaux à Libourne.
Deux lignes de cars régionaux de Nouvelle-Aquitaine traversent Montussan : la 302 qui relie Lormont à Libourne par la RN89, et la ligne 303 qui relie Lormont à Beychac-et-Caillau.
Autrefois Montussan était desservie par la Compagnie des Tramways de Bordeaux à Beychac-et-Cailleau,. La gare était située devant le Café et hôtel du commerce (actuelle pizzeria Salentina).

### Risques majeurs
Le territoire de la commune de Montussan est vulnérable à différents aléas naturels : météorologiques (tempête, orage, neige, grand froid, canicule ou sécheresse), inondations, mouvements de terrains et séisme (sismicité faible). Un site publié par le BRGM permet d'évaluer simplement et rapidement les risques d'un bien localisé soit par son adresse soit par le numéro de sa parcelle.
La commune a été reconnue en état de catastrophe naturelle au titre des dommages causés par les inondations et coulées de boue survenues en 1983, 1999, 2009, 2013 et 2021,.
Les mouvements de terrains susceptibles de se produire sur la commune sont des affaissements et effondrements liés aux cavités souterraines (hors mines) et des tassements différentiels. Par ailleurs, afin de mieux appréhender le risque d’affaissement de terrain, l'inventaire national des cavités souterraines permet de localiser celles situées sur la commune.

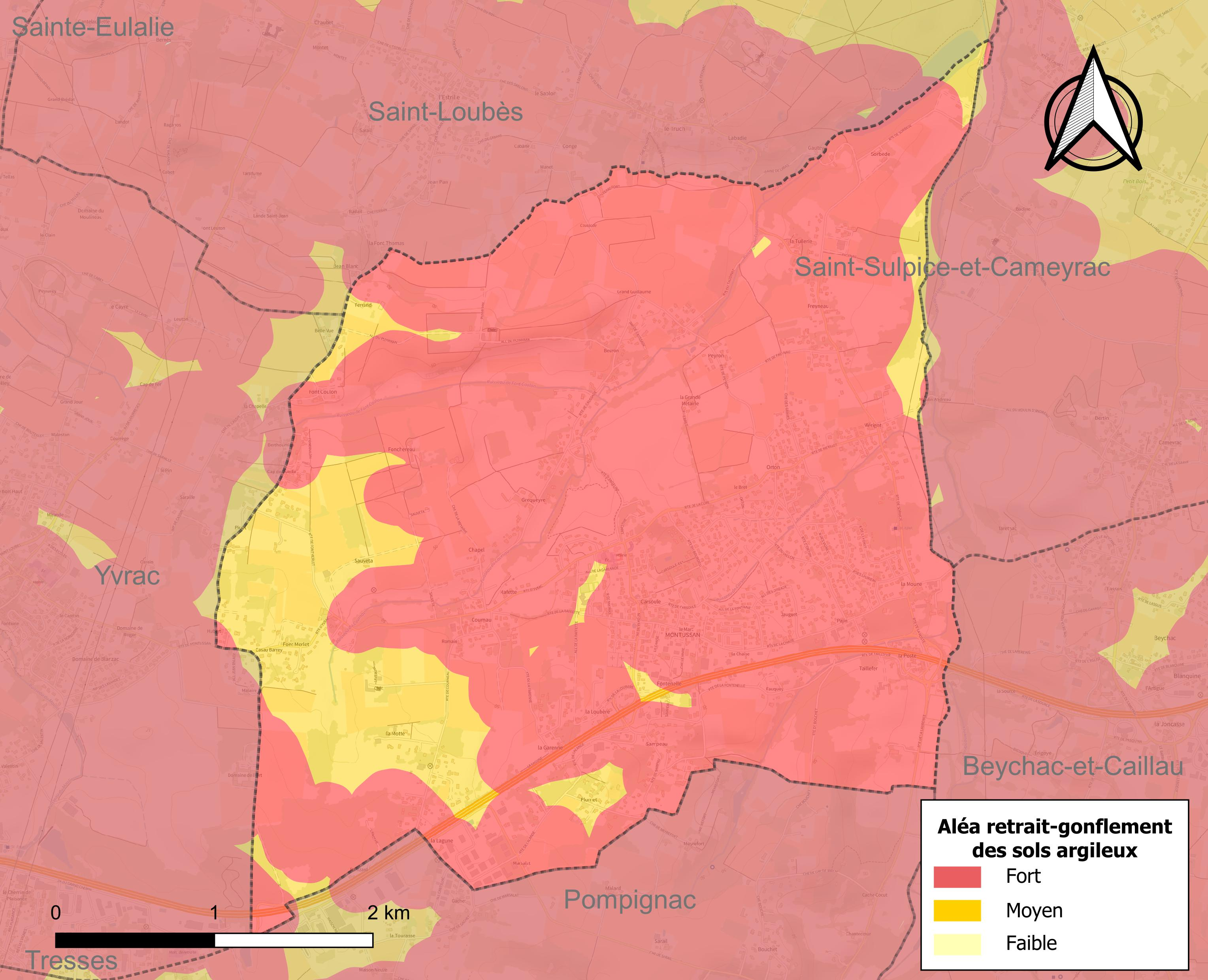
Carte des zones d'aléa retrait-gonflement des sols argileux de Montussan.

Le retrait-gonflement des sols argileux est susceptible d'engendrer des dommages importants aux bâtiments en cas d’alternance de périodes de sécheresse et de pluie. La totalité de la commune est en aléa moyen ou fort (67,4 % au niveau départemental et 48,5 % au niveau national). Sur les 1 178 bâtiments dénombrés sur la commune en 2019,  1 178 sont en aléa moyen ou fort, soit 100 %, à comparer aux 84 % au niveau départemental et 54 % au niveau national. Une cartographie de l'exposition du territoire national au retrait gonflement des sols argileux est disponible sur le site du BRGM,.
Par ailleurs, afin de mieux appréhender le risque d’affaissement de terrain, l'inventaire national des cavités souterraines permet de localiser celles situées sur la commune.
Concernant les mouvements de terrains, la commune a été reconnue en état de catastrophe naturelle au titre des dommages causés par la sécheresse en 1989, 1992, 1996, 2002, 2003, 2005, 2012, 2015 et 2017 et par des mouvements de terrain en 1999.

## Histoire
La paroisse de Montussan ne fut aliénée que le 14 mai 1726. Mlle de Binet, veuve de François-Raymond de Brach (arrière petit-fils de Pierre de Brach), chevalier de l'ordre royal de Saint-Louis, lieutenant de la compagnie des grenadiers à cheval du roi et maître de camp de cavalerie, présenta un placet au roi, dans lequel elle disait qu'en qualité de mère et tutrice de son fils unique, elle possédait un fief considérable appelé La Motte Montussan. Celui-ci se situait dans la prévôté royale de l'Entre-deux-Mers, et comprenait une partie notable de la paroisse de Montussan, où le roi n'avait que la justice, qui ne lui donnait aucun revenu. Elle demandait en conséquence, à Sa Majesté, de lui faire don de la haute, moyenne et basse justice de cette paroisse, et de l'unir au fief de La Motte Montussan. Elle faisait valoir à l'appui de sa requête, les services de son mari pendant près de quarante ans ; elle ajoutait que son fils avait perdu un de ses oncles, capitaine dans la maison du roi, et qu'il avait deux autres oncles chevaliers de Saint-Louis, l'un gouverneur de l'île Saint-Louis, et l'autre lieutenant de vaisseau. Le roi lui accorda sa demande.
Le 22 juin suivant, Sébastien du Réau, conseiller du roi en la cour des aides de « Guienne », présenta une requête dans laquelle il disait que la prévôté royale d'Entre-deux-Mers était inaliénable ; que la dame de Brach n'avait demandé la justice que, sans doute, pour fatiguer les habitants de la paroisse de Montussan et que, comme il y possédait des domaines considérables, il priait le parlement de s'opposer à l'entérinement des lettres royaux du don de justice. Il est probable que le parlement passa outre.
Peyron Peiron serait le nom du premier maire de Montussan, à la Révolution ; il dérive sans doute du prénom occitan « Pèir » (prononcer « Pèï ») ou « Pèire » (« Pierre » en français).

## Héraldique
| Armes | Les armes de Montussan se blasonnent ainsi : Parti d’or et de gueules, au premier à un cheval et son cavalier sur une terrasse isolée, le tout de sable, brochant sur une plume d’argent posée en pal, au deuxième à trois grappes de raisin rangées en pal et posées en barre, celle du centre d’or les deux autres de pourpre ; au pal haussé orangé couvert d’une voie pavée du même brochant sur la partition,. |

### Signification du blason
La partie gauche montre un écuyer et une plume qui représentent le poète Pierre de Brach, sieur de la Motte-Montussan. La partie de droite arbore des grappes pour évoquer l'activité viticole. Enfin, la bande centrale représente l'ancienne voie romaine qui reliait Bordeaux à Vésone (Périgueux antique).

## Politique et administration

### Rattachements administratifs et électoraux
Montussan appartient à l'arrondissement de Bordeaux. À la suite du découpage territorial de 2014 entré en vigueur à l'occasion des élections départementales de 2015, la commune est transférée du canton de Cenon au canton de Lormont remodelés,.
Pour l’élection des députés, la commune fait partie de la quatrième circonscription de la Gironde, représentée depuis 2017 par Alain David (PS).

### Intercommunalité
Depuis 2000, Montussan fait partie de la communauté de communes Les Rives de la Laurence.

### Administration municipale
Le nombre d'habitants au dernier recensement étant compris entre 2 500 et 3 499, le nombre de membres du conseil municipal est de 23.

### Liste des maires
| Période                                  | Période   | Identité        | Étiquette | Qualité |
| ---------------------------------------- | --------- | --------------- | --------- | --- |
| mars 1977                                | mars 1983 | Pierre Barbaron |           | Ancien haut fonctionnaire |
| mars 1983                                | mars 2001 | Christian Brac  | SE        | Comptable retraité Réélu en 1989 et 1995                                                                                              |
| mars 2001                                | mars 2014 | Claude Arnathau | SE        | Retraité de la fonction publique Réélu en 2008                                                                                        |
| mars 2014                                | En cours  | Frédéric Dupic  | PS        | Technicien territorial 4e vice-président de la Communauté de communes Les rives de la Laurence (2014 → 2020), Président (depuis 2020) |
| Les données manquantes sont à compléter. |           |                 |           | |

## Démographie
L'évolution du nombre d'habitants est connue à travers les recensements de la population effectués dans la commune depuis 1793. Pour les communes de moins de 10 000 habitants, une enquête de recensement portant sur toute la population est réalisée tous les cinq ans, les populations de référence des années intermédiaires étant quant à elles estimées par interpolation ou extrapolation. Pour la commune, le premier recensement exhaustif entrant dans le cadre du nouveau dispositif a été réalisé en 2004.

En 2022, la commune comptait 3 506 habitants, en évolution de +11,8 % par rapport à 2016 (Gironde : +6,91 %, France hors Mayotte : +2,11 %).
| 1793 | 1800 | 1806 | 1821 | 1831 | 1836 | 1841 | 1846 | 1851 |
| ---- | ---- | ---- | ---- | ---- | ---- | ---- | ---- | ---- |
| 589  | 505  | 549  | 505  | 625  | 609  | 627  | 618  | 628  |

| 1856 | 1861 | 1866 | 1872 | 1876 | 1881 | 1886 | 1891 | 1896 |
| ---- | ---- | ---- | ---- | ---- | ---- | ---- | ---- | ---- |
| 590  | 639  | 642  | 655  | 611  | 566  | 609  | 622  | 658  |

| 1901 | 1906 | 1911 | 1921 | 1926 | 1931 | 1936 | 1946 | 1954 |
| ---- | ---- | ---- | ---- | ---- | ---- | ---- | ---- | ---- |
| 669  | 683  | 611  | 627  | 646  | 692  | 737  | 732  | 829  |

| 1962 | 1968  | 1975  | 1982  | 1990  | 1999  | 2004  | 2006  | 2009  |
| ---- | ----- | ----- | ----- | ----- | ----- | ----- | ----- | ----- |
| 991  | 1 024 | 1 233 | 1 727 | 1 903 | 2 207 | 2 526 | 2 577 | 2 643 |

| 2014  | 2019  | 2022  | - | - | - | - | - | - |
| ----- | ----- | ----- | - | - | - | - | - | - |
| 3 072 | 3 364 | 3 506 | - | - | - | - | - | - |

## Lieux et monuments

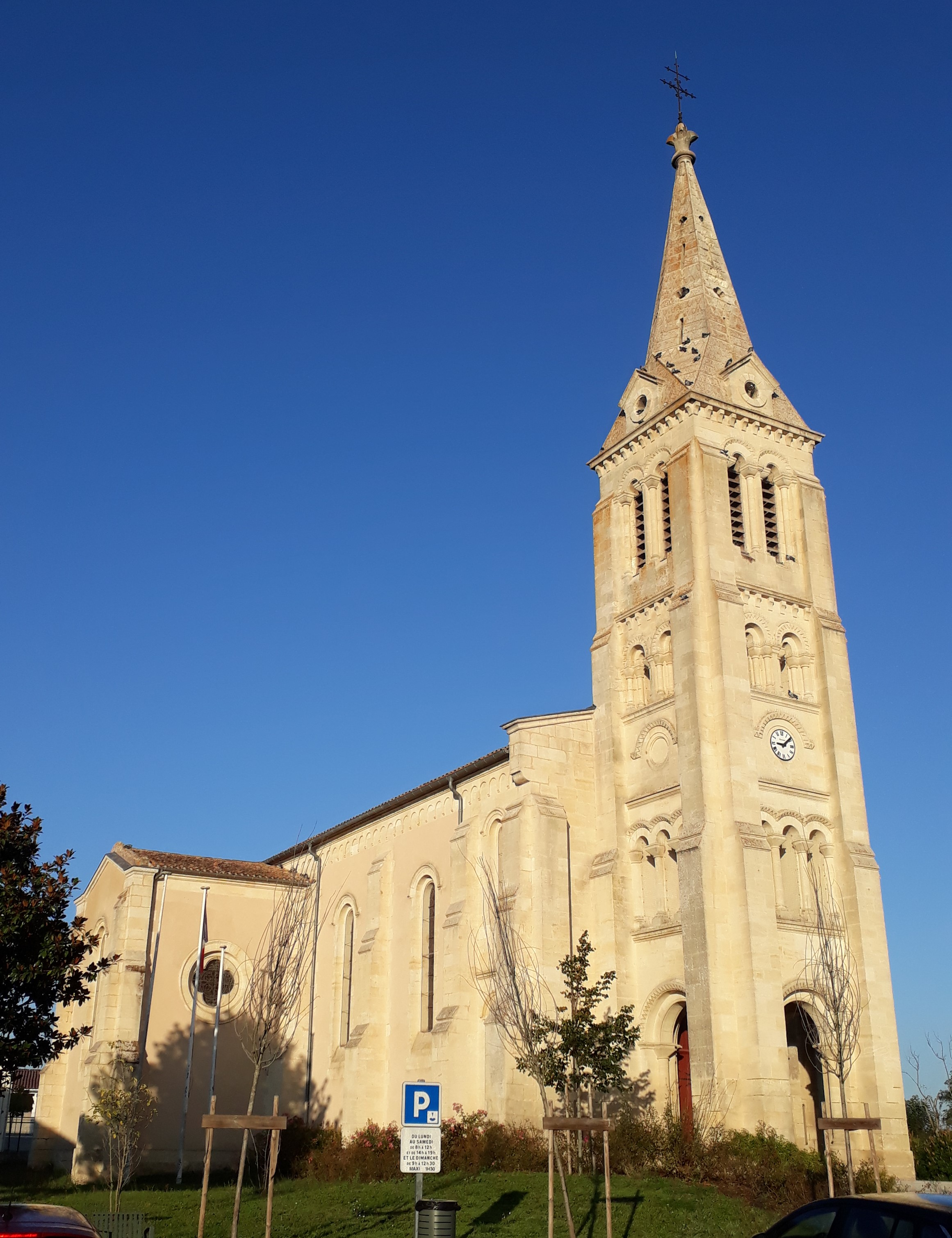
L'église Saint-Martin.

### Les châteaux
Le château Fonchereau dépendait en tant que maison noble du Château Lamothe, au même titre que l'étaient les châteaux environnants de La Moune, Puymiran et Taillefer. Il appartint dans la première partie du XVIIe siècle à messire Gilles de Geneste, président du Parlement de Bordeaux.  Il fut acquis en 1647 par Jean Talartry, trésorier des Finances de Guyenne. Il fut successivement la propriété du chevalier François de Cursol en 1719 puis de Dame de Guimps, cousine de Montaigne. Il demeura la propriété de la famille de Guimps jusqu'en 1863. La propriété fut ensuite acquise par M. Thibaud à la fin du XIXe siècle puis vendue à Mme Nelly Postry en 1940. Durant la Seconde Guerre mondiale, il a hébergé plusieurs activités de résistance, notamment un émetteur radio clandestin, dans le cadre du réseau Jade-Amicol. Le château est aujourd'hui, depuis juin 2006, la propriété d'Alfredo Ruiz Sanchez et d'une famille amie.

### L'église Saint-Martin
L'église Saint-Martin de Montussan abrite une cloche datant de 1741, classée monument historique au titre objet.

### Montussan autrefois

Le bourg
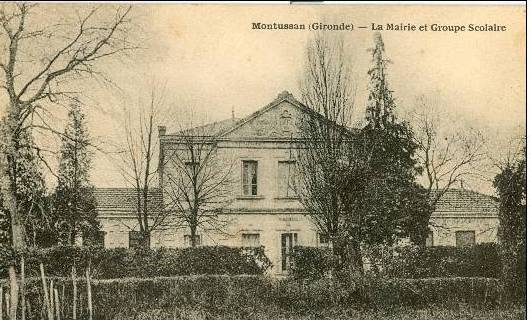
Mairie et groupe scolaire (1900-1920).
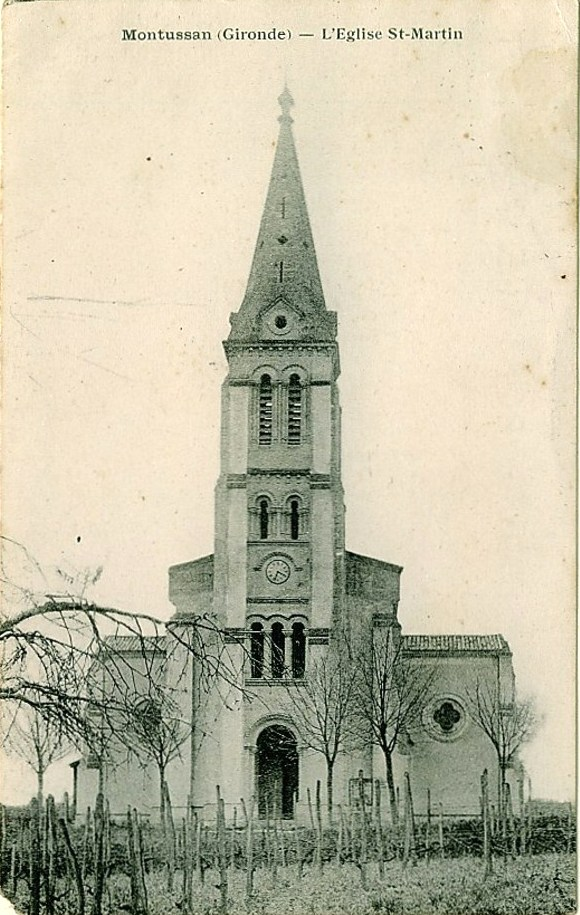
Église Saint-Martin (entre 1900 et 1920).
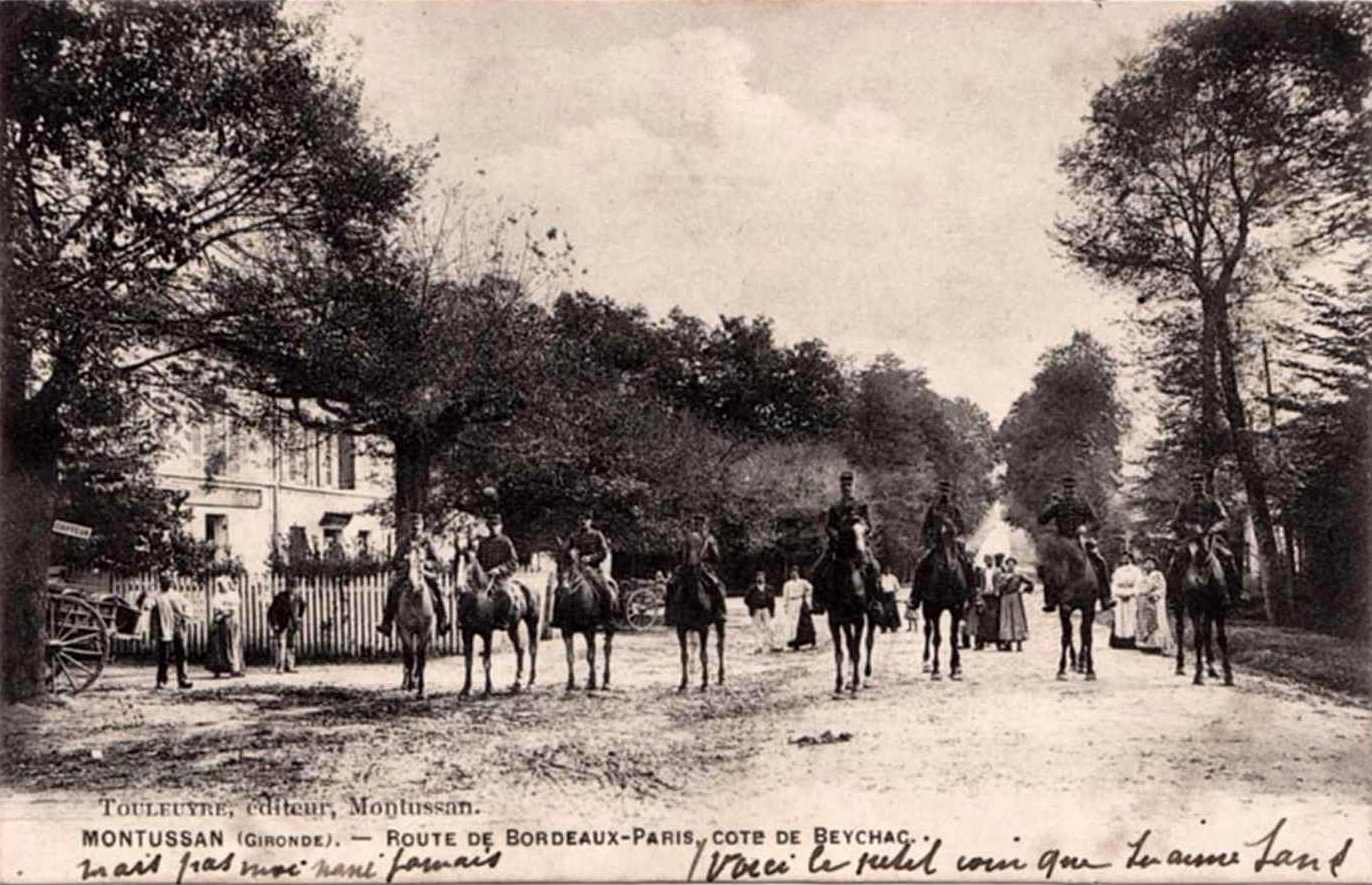
Route de Bordeaux-Paris, côte de Beychac (1900-1920).
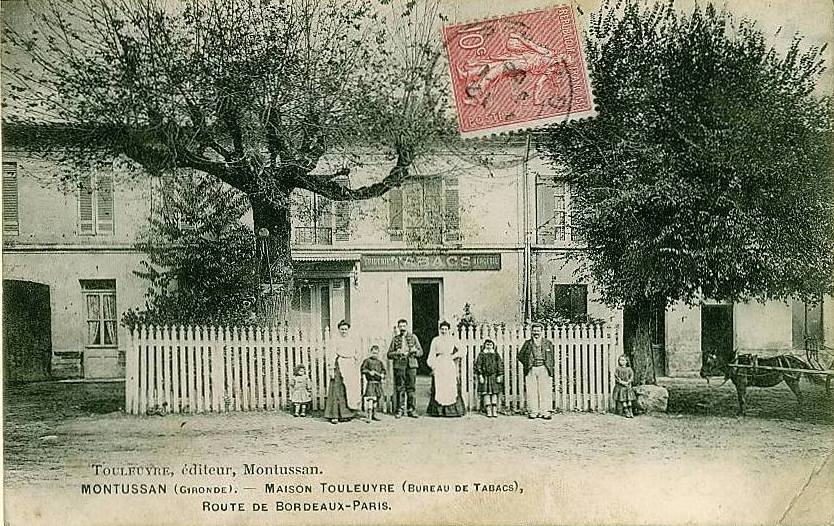
Route de Bordeaux-Paris, Maison Touleuyre (1900-1920).
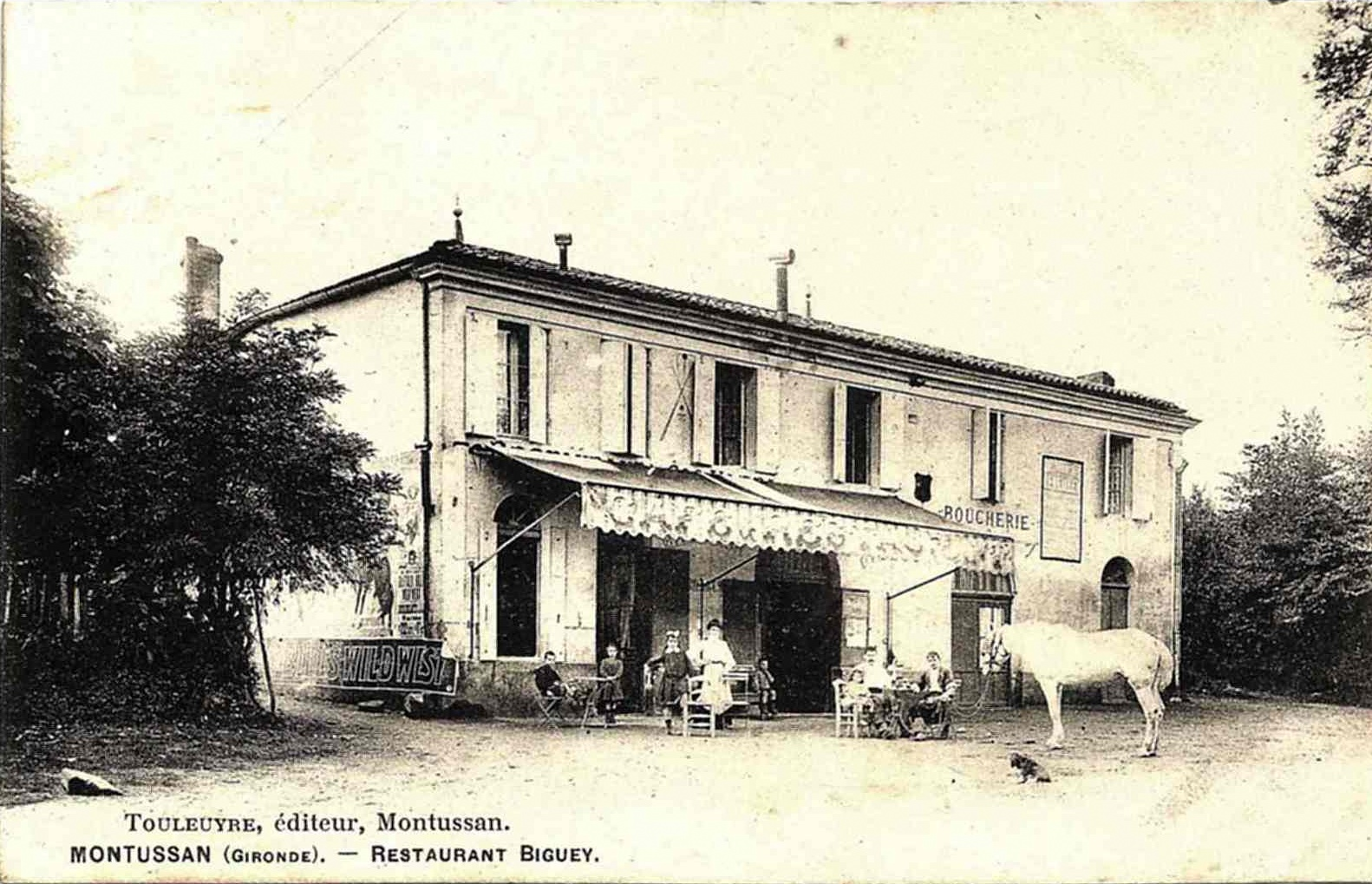
Restaurant Biguey.
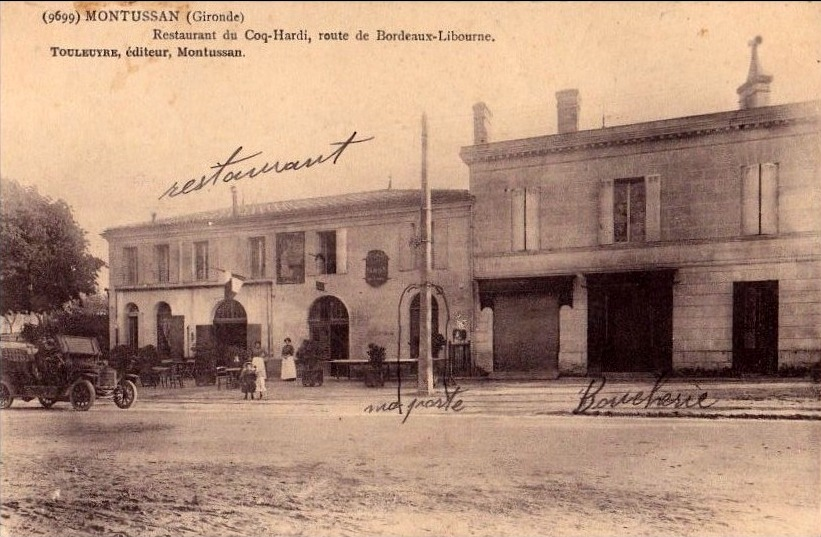
Restaurant Le coq hardi, route de Bordeaux-Libourne (1900-1920).
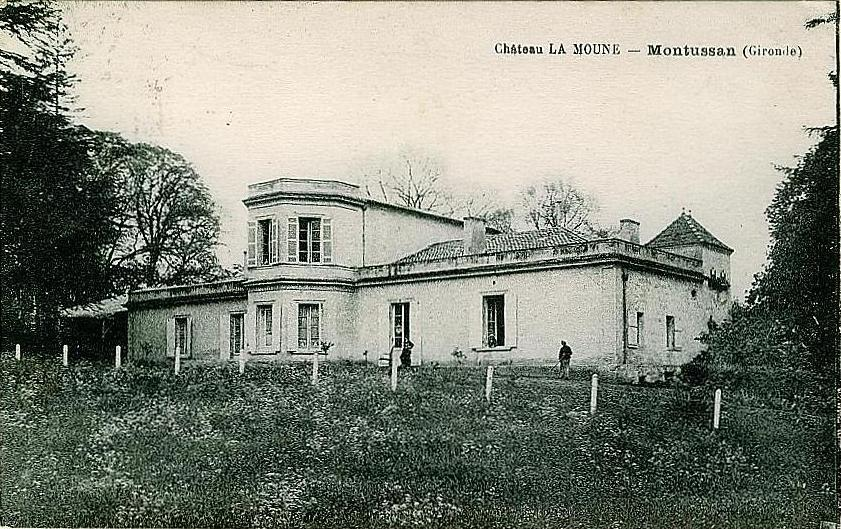
Château La Moune.
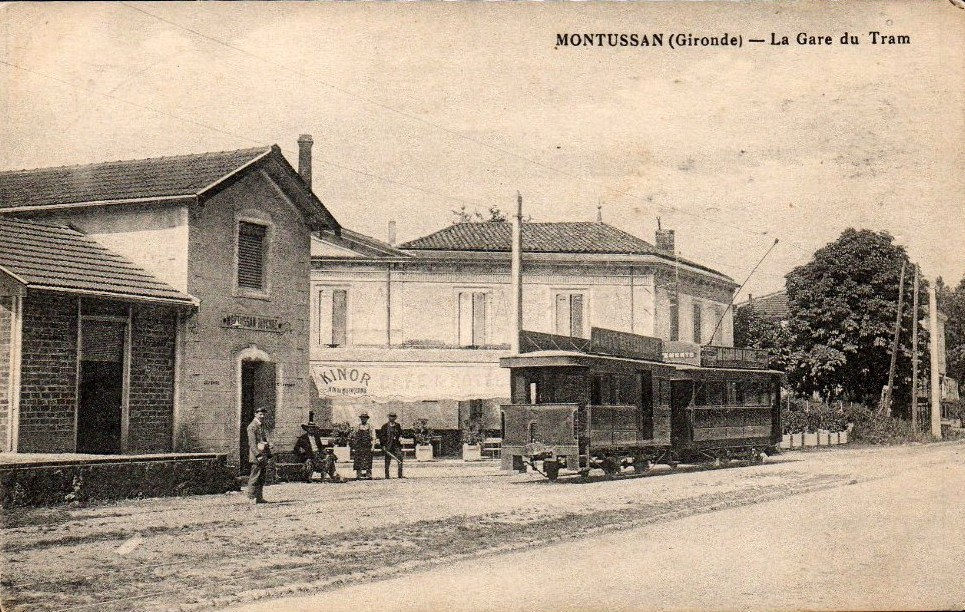
La gare de tramway (1900-1910), aujourd'hui disparue.
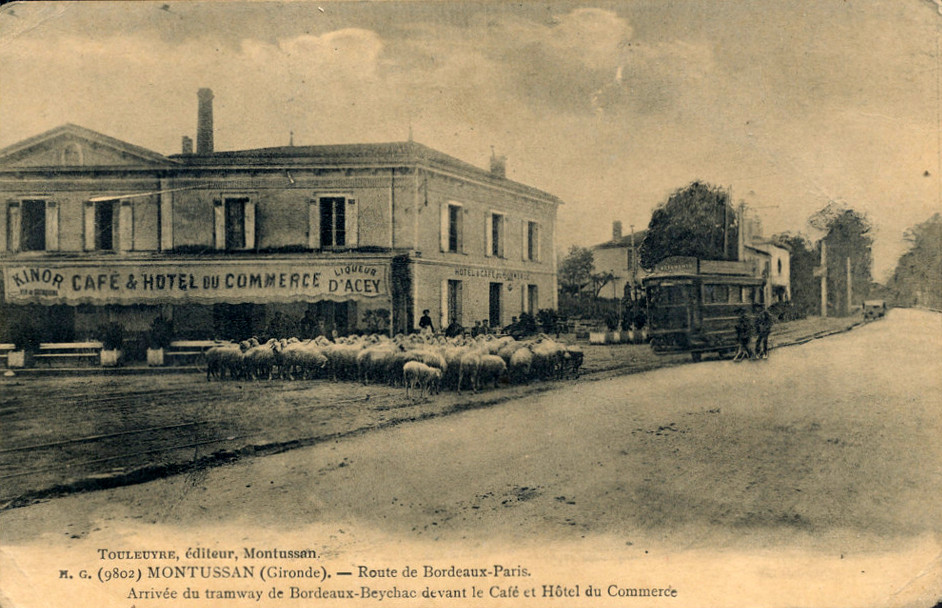
Arrivée du tramway devant le café et l'Hôtel du commerce (1900-1910).
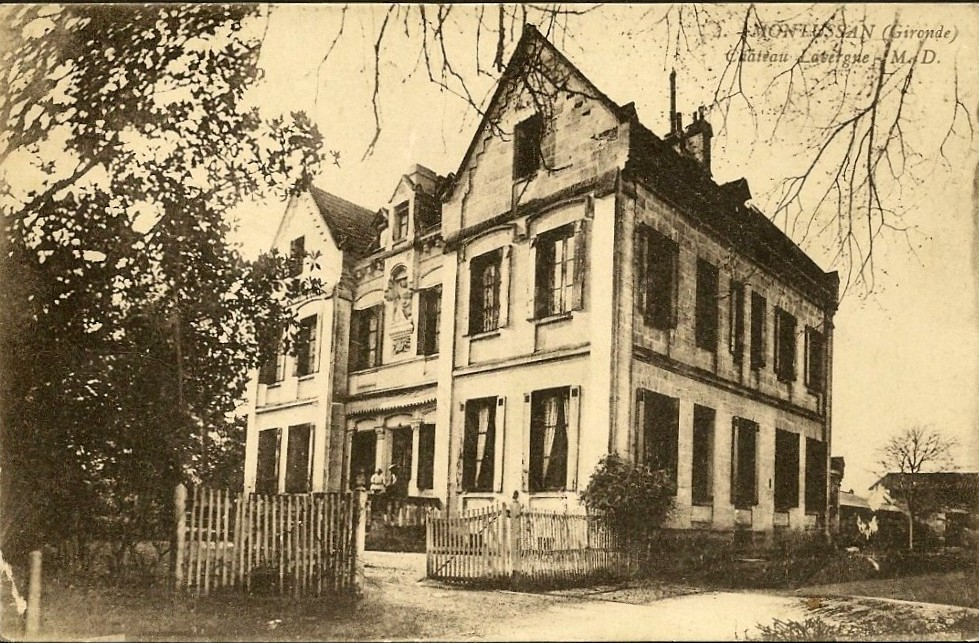
Château Lavergne.
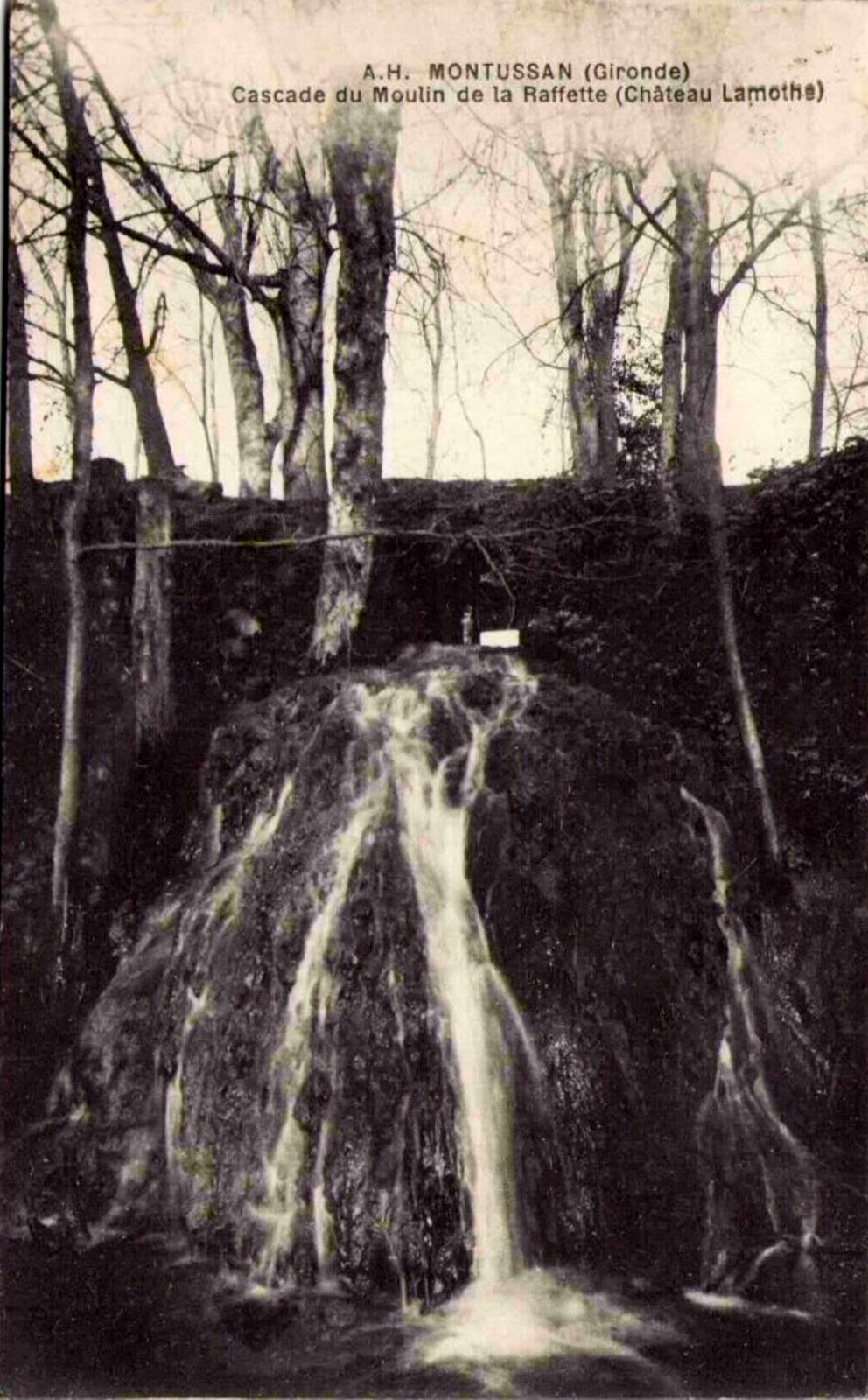
Cascade du moulin de la Raffette.

## Vie locale
Un club de football américain nommé « Crocodiles de Montussan » a été constitué en février 2011 avec une section flag football ; une extension au football américain est prévue.

## Personnalités liées à la commune
- Pierre de Brach (1547-1605), sieur de la Motte-Montussan,
- Pierre Bourdeau, violoniste du groupe Les ignobles du bordelais

## Jumelage
San Vicente de la Sonsierra (Espagne) depuis 1990.